# Времена землемеров (фильм)
«Времена землемеров» (латыш. Mērnieku laiki) — художественный фильм, снятый режиссёром Волдемаром Пуце по одноимённому роману классиков латышской литературы Рейниса и Матиса Каудзите в 1968 году.
Латвийский киножурналист Кристина Матиса в 2005 году включила фильм в свою книгу «50 жемчужин латвийской классики кино».

## Сюжет
Времена аграрной реформы второй половины XIX века в Российской империи. В соседние волости, находящиеся в собственности богатого помещика, приезжают землемеры. Им предстоит заново установить границы крестьянских наделов.
Богатый арендатор баронской земли Пратниекс убедил своих соседей в необходимости задобрить приехавших чиновников и дать им хорошую взятку. С его помощью приёмные родители девушки, к которой он сватался, смогли отобрать землю бедняка Каспара — удачливого соперника Пратниекса в благосклонности красавицы Лиене.
После разорения Каспара, Пратниекс мечтает добиться от Лиене согласия стать его женой. Он не знает, что Лиене уже сделала свой выбор. Каспар, принятый по недоразумению за афериста Грабовского, становится жертвой разбойников. Убитая горем Лиене, проклятая своей матерью за отказ повиноваться воле родителей и выйти замуж за Пратниекса, сходит с ума и кончает жизнь самоубийством.

## В ролях
- Вия Артмане — Лиене
- Гунар Цилинский — Каспар
- Эльза Радзиня — Олиниете
- Эдуард Павулс — Пратниекс
- Люция Баумане — Аннужа
- Карлис Себрис — Павулс
- Алфредc Яунушанс — Кенцис
- Артур Димитерс — Фельдгаузен
- Харий Мисиньш — Ранке
- Петерис Цепурниекс — Олиньш
- Харий Авенс — Бисарс
- Харий Лиепиньш — Шваукст
- Анта Клинтс — Илзе
- Лилита Берзиня — родственница
- Кирилл Мартинсонс — Тенис
- Эгонс Бесерис — трактирщик
- Герберт Айгарс — Грабовский
- Петерис Петерсонс — Крустиньш
- Алфредс Саусне — Кеймурс
- Эвалдс Валтерс — крестьянин
- Волдемар Лобиньш — эпизод

## Съёмочная группа
- Автор сценария: Янис Калныньш
- Режиссёр-постановщик: Волдемар Пуце
- Оператор-постановщик: Янис Бриедис
- Художник-постановщик: Герберт Ликумс
- Композитор: Маргерс Зариньш
- Звукооператор: Игорь Яковлев
- Режиссёры: Роланд Калныньш, Варис Брасла
- Оператор: Харий Кукелс
- Симфонический оркестр радио и телевидения Латвийской ССР
- Дирижёр: Ц. Крикис
- Художники-декораторы: Янис Вилюмсонс, Фрицис Аболс
- Художник по костюмам: Янис Матисс
- Художник-гримёр: Янис Риба, Расма Пранде
- Художник-фотограф: Юрис Дзенис
- Монтажёр: Мария Чардынина
- Редактор: Янис Силис
- Музыкальный редактор: Николай Золотонос
- Пиротехник: Янис Пурберзиньш
- Ассистент режиссёра: Александр Жуковский
- Ассистенты оператора: Матисс Цеймерс, Конрадс Питерниекс, Юрис Силениекс
- Ассистент художника: Янис Микельсонс
- Консультант по танцам: Харий Суна
- Аграрный консультант: К. Мензис
- Директор: Виктор Риепша